# Státní symboly Srbska

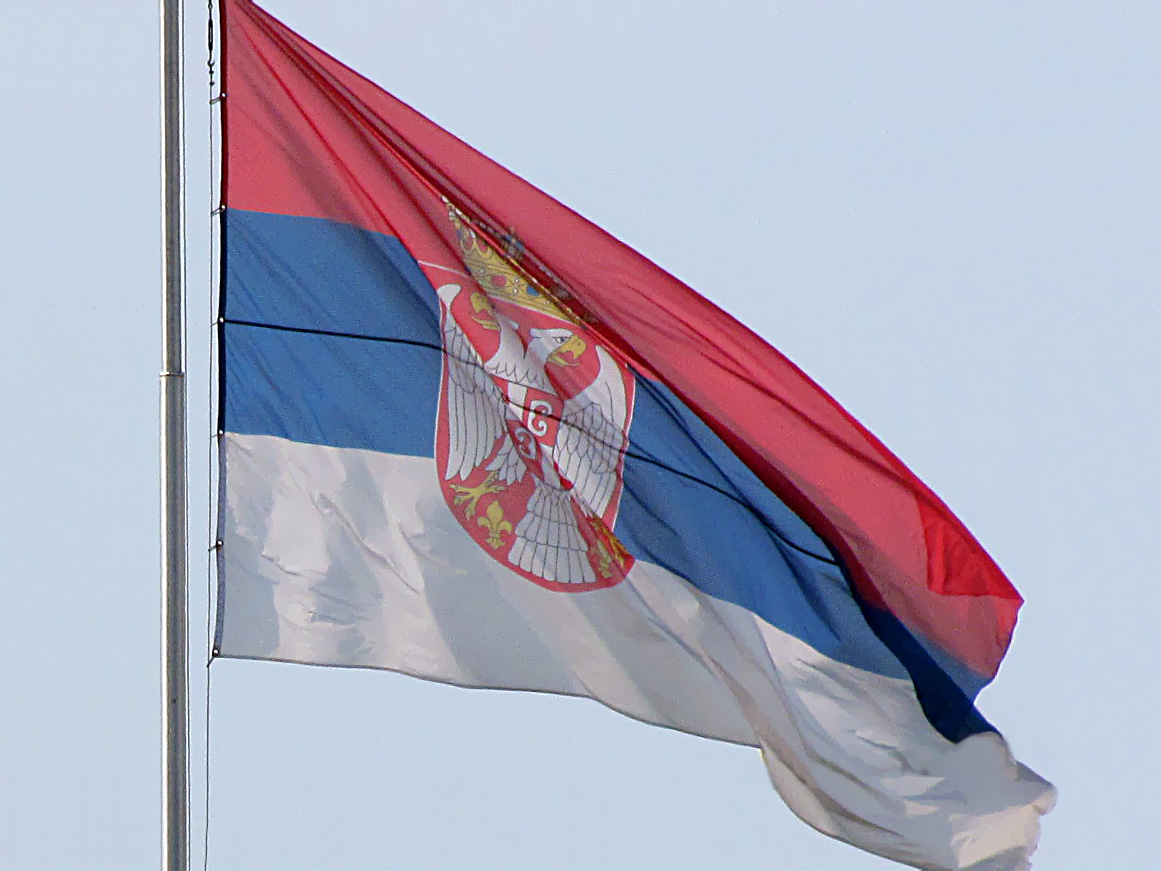
Srbská vlajka

Státní symboly Srbska jsou:

Velký státní znak
Malý státní znak
Srbská vlajka
Vlajka srbského prezidenta
Vlajka předsedy Národní skupštiny
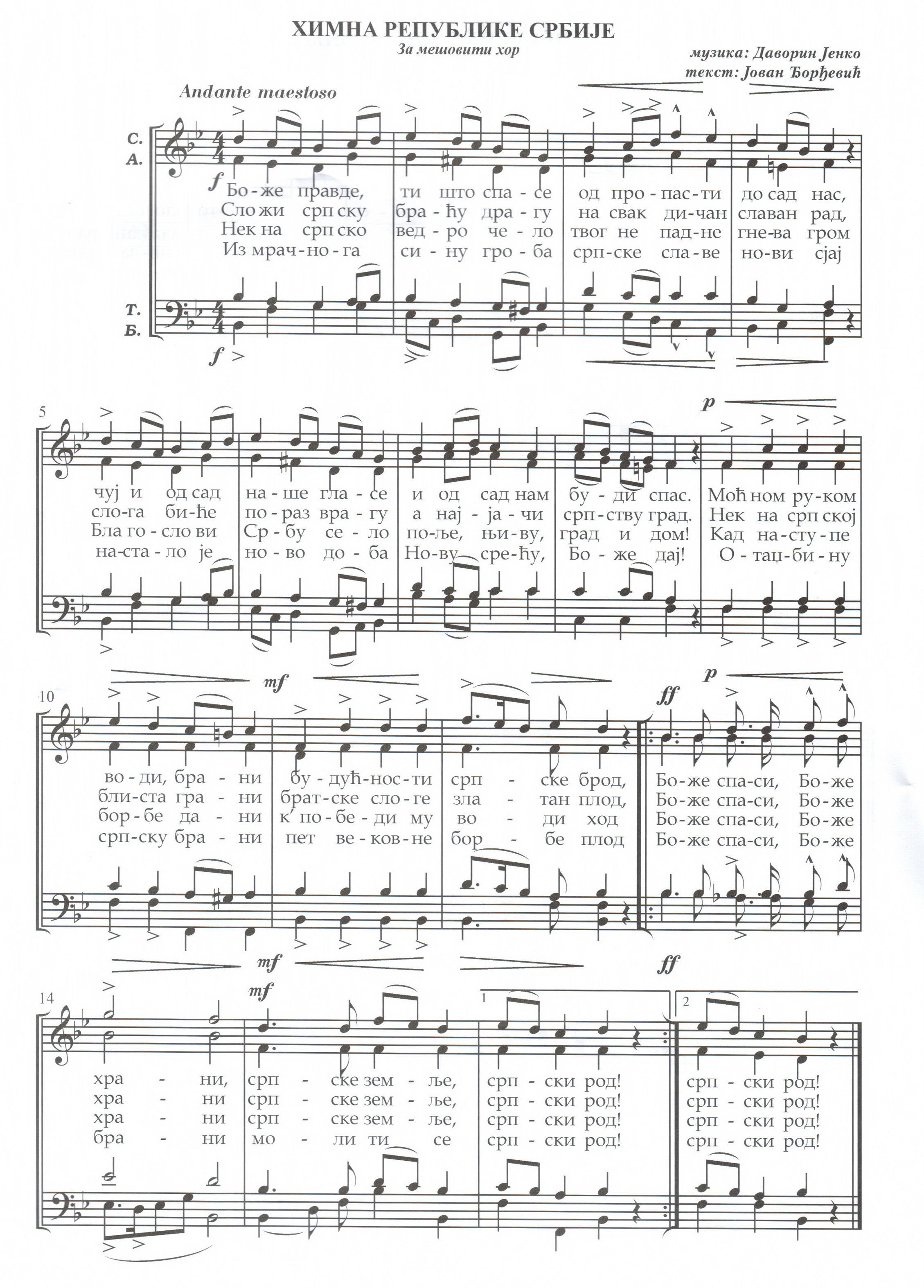
Srbská hymna – Боже правде

- Velký státní znak
- Malý státní znak
- Srbská vlajka
- Vlajka srbského prezidenta
- Vlajka předsedy Národní skupštiny
- Srbská hymna

## Ostatní symboly
- Srbská královská koruna (rodu Karađorđevićů, z roku 1904)
- Patron: Svatý Sáva (srbsky Свети Сава/Sveti Sava)
- Motto: Само слога Србина спасава/Samo sloga Srbina spasava (česky Jednom jednota spasí Srby)

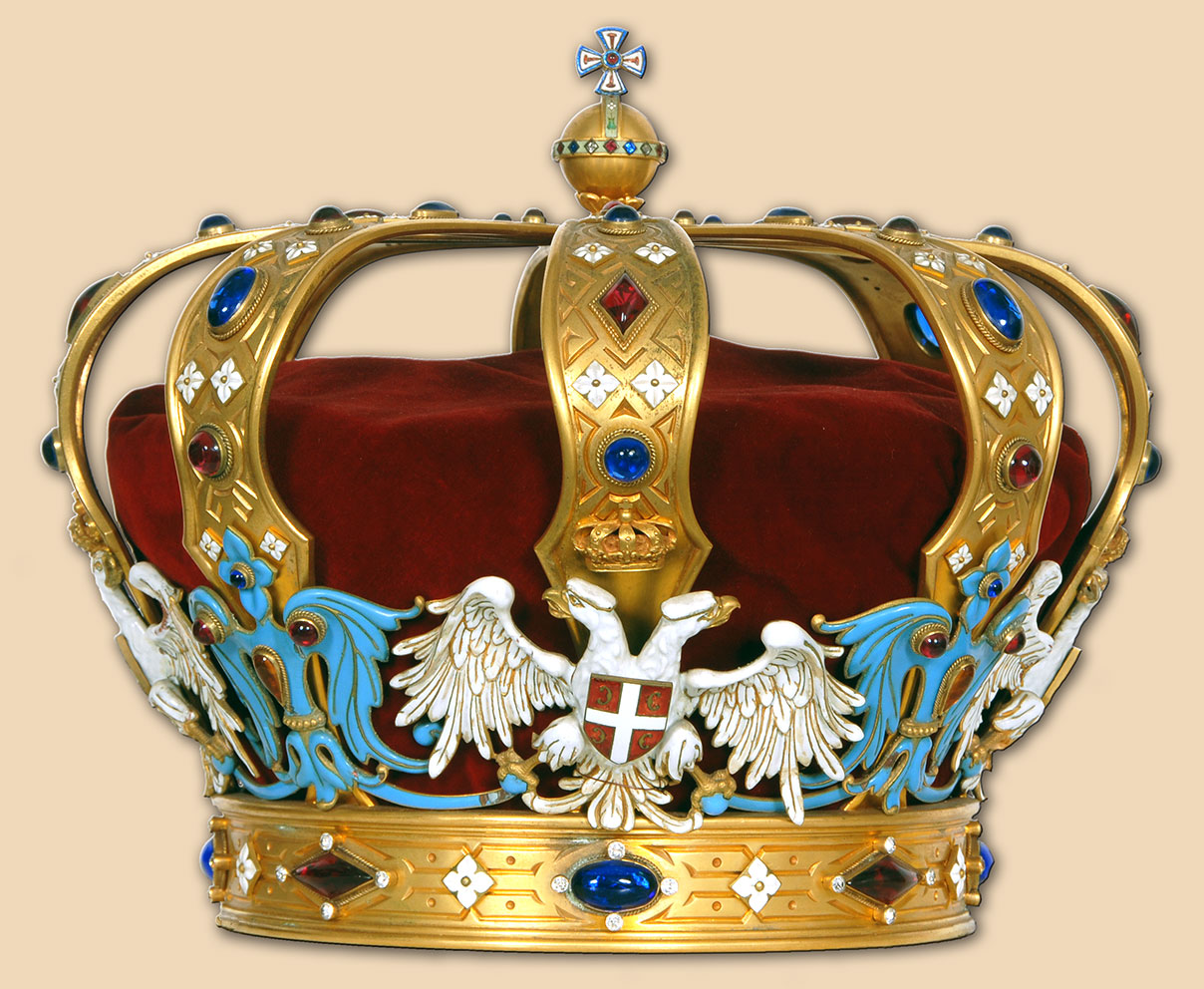
Srbská královská koruna

## Symboly Srbska v rámciSFRJ

Znak
Vlajka